# Proceso de Paz israelí-palestino
 El proceso de paz israelí–palestino se refiere a las propuestas y conversaciones intermitentes mantenidas por varias partes, con la intención de resolver el conflicto israelí-palestino.  Desde 1970, se han hecho esfuerzos para encontrar unos términos, sobre los que poder acordar una paz, en el conflicto israelí-palestino y el conflicto árabe-israelí. Algunos países han firmado tratados de paz, como el de Egipto-Israel de 1979 y el de Jordania–Israel de 1994, mientras que otros todavía no han encontrado una base común para hacerlo.
William B. Quandt, en la introducción de su libro Proceso de Paz, dice: 
En algún momento, a mediados de la década de 1970, el término proceso de paz fue ampliamente usado para describir los esfuerzos, liderados por los americanos, de encontrar una paz negociada entre Israel y sus vecinos. La expresión se atascó y nunca desde entonces ha habido un sinónimo con el significado, de gradual aproximación, paso a paso, para resolver uno de los conflictos más difíciles del mundo. Desde 1967, el énfasis de Washington se ha desplazado de desgranar los ingredientes de "la paz" al "proceso" de llegar allí...  Los Estados Unidos han proporcionado un sentido de marcha y un medio. Esto ha sido, a lo mejor, el significado del proceso de paz. Como peor, ha sido algo más que un eslogan usado para enmascarar el paso del tiempo.
Desde 2003 la Hoja de Ruta para la Paz, el actual proyecto para un acuerdo de paz israelí-palestino ha sido una solución de dos Estados. Sin embargo, un número de interpretaciones de Israel y de EE. UU. de este, propone una serie de enclaves palestinos no contiguos.

## Visiones del proceso de paz

### Visión palestina del proceso de paz
Los palestinos han mantenido varias posturas y percepciones del proceso de paz. Un punto clave de inicio, para comprender estas posiciones es la ser conscientes de los diferentes objetivos vistos por los defensores de la causa palestina. El académico Ilan Pappe de la corriente israelí de Nuevos Historiadores, dice que la causa del conflicto desde el punto de vista palestino se remonta a 1948 con la creación del Estado de Israel (en vez del punto de vista de Israel desde 1967 y la devolución de los territorios ocupados como centro de las negociaciones), y que el conflicto ha sido una lucha para devolver a sus casas a los refugiados palestinos  a un Estado Palestino. Además, este fue por un tiempo el último objetivo de proceso de paz, y para grupos como Hamás todavía lo es. Sin embargo, Slater dice que este punto de vista "maximalista" de destrucción de Israel para recuperar las tierras palestinas, punto de vista que era mantenido inicialmente por Arafat  y la OLP, se ha ido moderando constantemente desde finales de la década de 1960, en adelante a una predisposición a negociar y buscar una solución de dos estados. Los Acuerdos de Oslodemostraron el reconocimiento del derecho a existir,  por los líderes palestinos, a cambio de la retirada de las fuerzas de Israel de la Franja de Gaza y Cisjordania. Sin embargo, existen temas recurrentes que prevalecen durante todas las negociaciones del proceso de paz, introduciendo un sentimiento de que Israel ofrece demasiado poco y de desconfianza de sus actuaciones y motivos. Además, la demanda del derecho de retorno de los refugiados palestinos a Israel ha permanecido como la clave del punto de vista palestino y ha sido repetidamente expuesto por el presidente palestinos Mahmoud Abbas, que lidera los esfuerzos de paz palestinos.

### Visión israelí del proceso de paz
Existen varias visiones de Israel acerca del proceso de paz. La postura oficial del Estado de Israel es que la paz debe ser negociada sobre la base de ceder algún control de los territorios ocupados por Israel, a cambio del cese del conflicto y la violencia. La postura de Israel es que el presidente palestino Mahmoud Abbas debe ser el negociador en el proceso de paz y no Hamás, que ha estado implicado otras veces en la escalada del conflicto y en ataques contra población civil israelí. Las negociaciones de los Acuerdos de Oslo y de la Cumbre de Camp David 2000 mostraron la posibilidad de que un sistema de dos estados sea aceptado por los líderes israelíes como una posible solución de paz.
La Solución de dos estados es la posición con consenso entre la mayoría de israelíes. Sin embargo, la violencia de la segunda intifada y el éxito político de Hamás (un grupo consagrado a la destrucción de Israel) ha convencido a muchos israelíes que la negociación de paz no es posible y que el sistema de dos estados no es la respuesta. Los más extremistas piensan que Israel debe anexionarse todo el territorio palestino, o por lo menos todo excepto la Franja de Gaza. Los israelíes ven el proceso de paz como dificultoso y casi imposible, debido al terrorismo por parte de los palestinos y no confían en un liderazgo palestino capaz de mantener el control. En realidad, Ami Pedahzur llega a afirmar que el terrorismo suicida triunfó donde fallaron las negociaciones de paz, incentivando la retirada de los israelíes de ciudades de Cisjordania. Un asunto común en todas las negociaciones de paz ha sido el sentimiento de que los palestinos dan demasiado poco en sus ofertas de paz.

### Visión norteamericana del  proceso de paz
Hay distintos puntos de vista del proceso de paz por parte de las autoridades de EE. UU., sus ciudadanos y sus lobbies. Los presidentes recientes de los Estados Unidos han mantenido la política de que Israel debe ceder parte del  terreno conquistado en la guerra de 1967, para alcanzar la paz; que los palestinos debe prevenir activamente el terrorismo; y que Israel tiene un Derecho a existir incondicional. Los presidentes Bill Clinton y George W. Bush apoyaron públicamente la creación de un nuevo Estado de Palestina sobre la mayoría de los territorios palestinos actuales, basado en la idea de autodeterminación para la población de Palestina, y el presidente Obama continuó esa política. La Secretaria de Estado, Hillary Clinton, opinó que la paz puede ser alcanzada solamente a través de negociaciones bilaterales directas entre Israel y los palestinos. Obama señaló la persecución de la solución de dos estados como la política americana para alcanzar las aspiraciones palestinas, la seguridad de Israel, y una medida de estabilidad en Oriente Medio Oriente.
Según el sociólogo Mervin Verbit, los judíos estadounidenses son "más de derechas que de izquierdas" acerca del proceso de paz. Verbit encontró que los sondeos de judíos norteamericanos reflejan la opinión de los patrocinadores del sondeo. A menudo es la formulación del cuestionario es la marca la tendencia del resultado (un titular mostrando este punto se lee "El sondeo de ADL muestra mayor apoyo por Israel que el que mostró el sondeo de J Street".) Usando datos del Comité Judío Estadounidense donde los resultados no pueden ser atribuidos a la tendencia marcada por la formulación del cuestionario, Verbit encontró que los judíos norteamericanos escogieron una tendencia hacia la derecha tras el fracaso de las conversaciones de Camp David en el 2000, y los ataques del 11 de septiembre de 2001.

## Principales problemas actuales entre las dos partes
Hay numerosos problemas por resolver antes de que se pueda alcanzar una paz duradera, incluyendo los siguientes: 

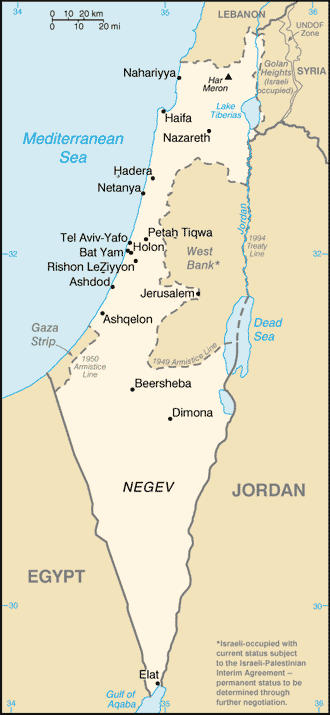
Las fronteras de la Línea Verde de 1949

- Fronteras y división de la tierra.
- Intensidad de los sentimientos sobre el conflicto por ambas partes.
- Preocupaciones palestinas sobre los Asentamientos judíos en Cisjordania.
- Estatus de Jerusalén.
- Seguridad sobre el terrorismo, seguridad de fronteras, provocaciones y violencia.
- Derecho de retorno de los Refugiados palestinos viviendo en la Diáspora palestina.

Desde la perspectiva de Israel, una preocupación central es la seguridad, y si las principales autoridades e instituciones palestinas están, realmente, intentando luchar contra el terrorismo y promoviendo la tolerancia y la coexistencia con Israel. Las preocupaciones israelíes están fundamentadas en abundante documentación y pruebas empíricas de muchos lides palestinos haber, en realidad, promovido y apoyado a grupos y actividades terroristas. Además, hay muchas pruebas concretas de palestinos apoyando y incitando contra Israel, sus acciones, sus intenciones, y un derecho básico de Estado. La elección de Hamás ha dado prueba de esta visión, con el estatuto de Hamás declarando inequívocamente que no reconoce el derecho a existir del Estado de Israel. Sin embargo, quedan algunos activistas en el lado palestino que reclaman que todavía hay signos positivos en la parte palestina, y que Israel debería usarlos para cultivar interacciones positivas con los palestinos, incluso a pesar de la oposición de Hamás a la existencia del Estado Judío. Desde mediados de junio de 2007, Israel ha cooperado con las fuerzas de seguridad palestinas en Cisjordania a niveles sin precedentes, gracias en parte al apoyo de los Estados Unidos en formación, equipación y financiación de las fuerzas de seguridad palestinas y guardia presidencial.
Una preocupación adicional es si, como consecuencia de esta polémica sobre seguridad, Israel, permitirá, en realidad, a la comunidad palestina emerger como una unidad política viable y soberana, un estado viable y contiguo. También hay restricciones políticas y económicas sobre la población palestina, sus actividades e instituciones, que han tenido un efecto perjudicial sobre la economía palestina y su calidad de vida. Israel ha dicho repetidamente que estas restricciones son necesarias debido a problemas de seguridad, para contrarrestar los continuos esfuerzos por promover el terrorismo que incita a la oposición a Israel y sus derechos como país. El obstáculo clave además está en la reclamación de Israel de seguridad frente a la reclamación palestina de sus derechos y su categoría de Estado.
Además, la identificación de 'palestino" con 'terrorista' puede ser interpretada como problemática. Sayigh razona que esta asociación es usada como argumento para mantener el statu quo, y que solo reconociendo el estatus de los inmigrantes judíos como 'colonos' puede teóricamente avanzarse. Sin embargo, se da el caso de que el recurso al activismo de los palestinos, es lo que ha hecho que esa claridad teórica sea difícil de alcanzar.
Sin embargo, hay una serie de motivaciones ocultas para que Israel niegue el Estado Palestino. Si palestina fuera declarada un estado, inmediatamente, Israel, por la actual ocupación de Cisjordania, estaría transgrediendo la Carta de las Naciones Unidas. Palestina, como estado, podría legítimamente apelar a sus inherente derecho colectivo o individual de autodefensa, bajo el artículo 51 de la carta para expulsar a Israel de los territorios ocupados. Palestina, como estado, podría acceder a las convenciones internacionales y traer acciones legales contra Israel en varios asuntos. Palestina podría acceder a varios instrumentos de derechos humanos, como los pactos de derechos civiles y políticos. Podría incluso implicar a la Corte Penal Internacional y entablar una demanda contra Israel por crímenes de guerra. Ello sería una situación "polvorín" que muy probablemente se precipitaría en un conflicto en el Oriente Medio.
Existe un vivo debate sobre la forma que el establecimiento de una paz duradera debería tener (ver por ejemplo Solución de un Estado y Solución de dos Estados). Autores como Cook han argumentado que la solución de un estado es rechazada por Israel por la naturaleza del sionismo, además el nacionalismo judío demanda un estado de mayoría judía, mientras que la solución de dos estados requeriría la difícil relocalización de medio millón de colonos judíos que viven en Cisjordania y Jerusalén Este. Los líderes palestinos, como Salam Fayyad , han rechazado las solicitudes de un  Estado binacional o declaración unilateral de estado. En 2010, solo un minoría de palestinos e israelíes apoyaban la solución de un único estado. Sin embargo, el interés de la solución de un estado está creciendo, mientras los intentos de solución de dos estados fallan en encontrar un acuerdo definitivo.

## Antecedentes

### Esfuerzos de paz con estados enfrentados
Ha habido esfuerzos paralelos de tratados de paz entre Israel y otros "estados enfrentados": Egipto, Jordania y Siria; tras la guerra de los Seis Días, y Líbano más tarde. La resolución 242 de ONU fue aceptada por Israel, Jordania y Egipto; pero rechazada por Siria hasta 1972–1973.
En 1970, el Secretario de estado de EE. UU., William P. Rogers, propuso el Plan Rogers, que solicitó un alto el fuego de 90 días, una zona sin actividades militares a cada lado del Canal de Suez y un esfuerzo de alcanzar un acuerdo en el marco de la resolución 242 de ONU. Israel rechazó el plan el 10 de diciembre de 1969, diciendo que era "un intento de calmar [a los árabes] a expensas de Israel". La Unión Soviética lo descartó como "unilateral y proisraelí". El presidente Gamal abdel Nasser lo rechazó porque era un tratado independiente con Israel, incluso si Egipto recuperaba todo el Sinaí.

Reconocimiento solo de Israel
Reconocimiento de Israel, con algunas relaciones con el Estado de Palestina
Reconocimiento de ambos estados, Israel y Palestina
Reconocimietno del Estado de Palestina, con algunas relaciones con Israel
Reconocimiento solo del estado de Palestina

No hubo ningún avance, incluso después de que el presidente Sadat, en 1972, sorprendiera a la mayoría de observadores expulsando a los asesores soviéticos de Egipto y mostrando de nuevo al  Gobierno federal de los Estados Unidos su deseo de negociar basándose en el plan Rogers.

### Diplomacia y tratados árabe–israelíes
- Armisticio árabe-israelí de 1949
- Plan de Alón
- Plan Rogers
- Conferencia de Ginebra (1973)
- Acuerdos de Camp David (1978)
- Tratado de paz egipcio-israelí (1979)
- Conferencia de Madrid 1991
- Acuerdos de Oslo (1993)
- Tratado de paz israelí-jordano (1994)
- Cumbre de Camp David 2000

## Cronología

### Madrid (1991–93)
En 1991, Israel y los países árabes implicados directamente en Conflicto árabe-israelí llegaron a la Conferencia de Paz de Madrid, convocados por el presidente de EE. UU. George H.W. Bush (con ayuda del Secretario de Estado James Baker) tras la primera guerra del Golfo. Las conversaciones continuaron enWashington D. C., pero produjeron pocos resultados.

### Oslo (1993-2001)
Mientras se producían los lentos avances de las conversaciones en Madrid, estaban teniendo lugar una serie de reuniones secretas entre negociadores israelíes y palestinos en Oslo, Norway, que terminaron en los Acuerdos de Oslo de 1993, entre palestinos e Israel. Era un plan que discutía los elementos y condiciones necesarias para un futuro Estado de Palestina "sobre la base de las resoluciones 242 y 338 del Consejo de Seguridad de ONU". El acuerdo, oficialmente llamado Acuerdo de Declaración de  Principios para un Autogobierno Provisional, fue firmado en el césped de la Casa Blanca el 13 de septiembre de 1993.

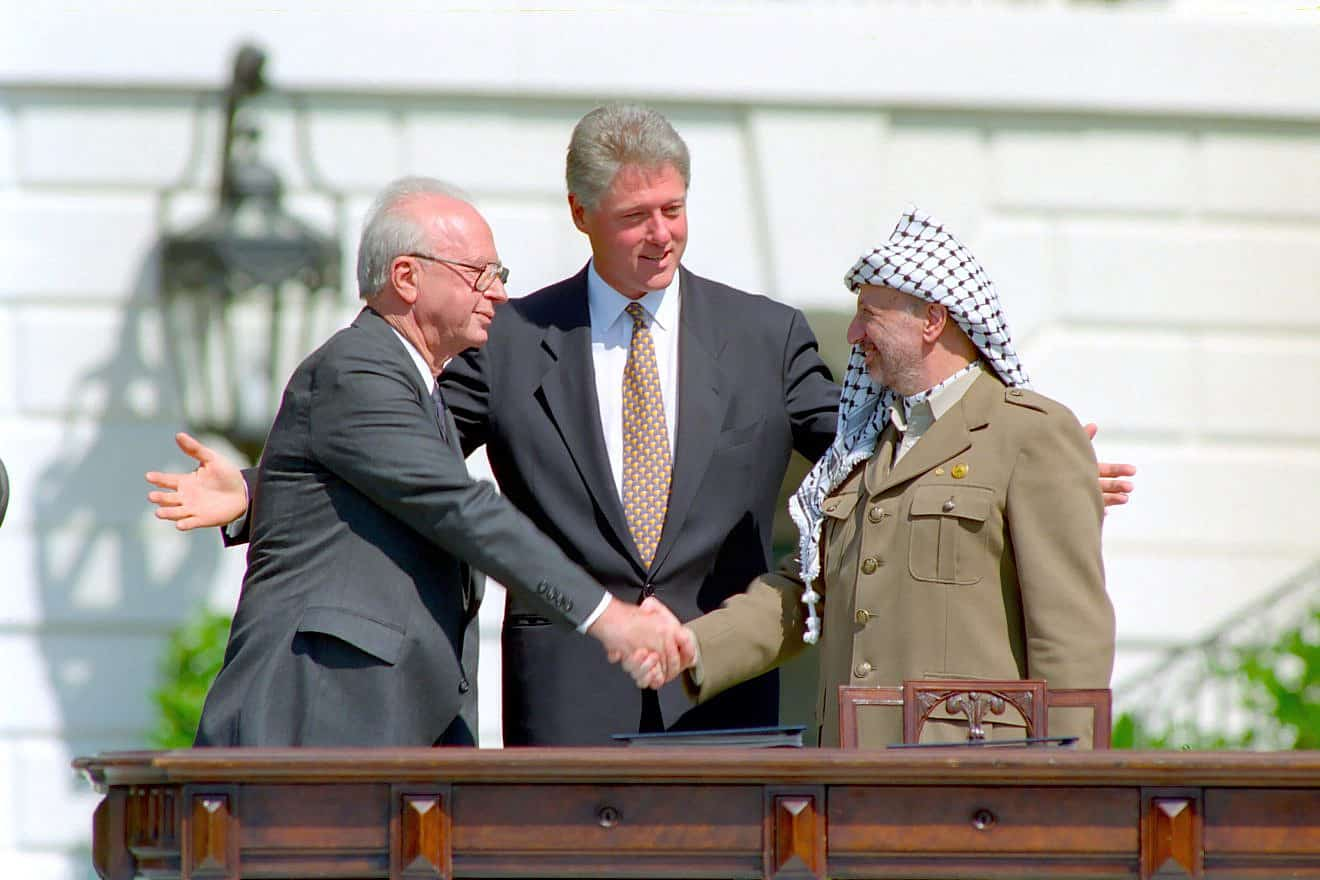
Isaac Rabin, Bill Clinton y Yasser Arafat en la firma de los Acuerdos de Oslo, 13-sep-1993

A mediados de la década de 1990, tuvieron lugar varias "transferencias de poder y responsabilidades" de Israel a los palestinos,  en la Franja de Gaza y Cisjordania. Los palestinos obtuvieron autogobierno en la principales ciudades de Cisjordania y Franja de Gaza. Israel mantenía y todavía mantiene su presencia en Cisjordania por razones de seguridad. En 2013, Israel todavía mantenía el control del 61 % de Cisjordania, mientras que los palestinos tenían el control de funciones civiles de la mayoría de la población palestina.
Tras el asesinato de Isaac Rabin en 1995, el proceso de paz, finalmente se bloqueó. La población de asentamientos judíos casi se dobló en Cisjordania. Posteriormente, Ataques suicidas con bombas de militantes palestinos y la consiguientes represalias del Ejército de Israel hizo insostenibles las condiciones para negociaciones de paz .

### Acuerdos 1996–99
El recién elegido primer ministro Benjamín Netanyahu declaró una nueva política, tras muchos ataque suicidas de Hamás y la  Yihad Islámica Palestina, desde 1993, incluyendo una ola de ataques suicidas previos a lasElecciones generales de Israel de mayo de 1996. Netanyahu declaró una política del toma y daca que él denominó de "reciprocidad", por tanto, Israel no se implicaría en el proceso de paz si Arafat continuaba con lo que Netanyahu definía como la Política palestina de puerta giratoria, i.e., incitación y apoyo directo o no al terrorismo. El Acuerdo de Hebrón y el  Acuerdo de Wye fueron firmados durante este periodo, después de que Israel considerara que sus condiciones fueron parcialmente cumplidas.
El protocolo respecto a la redistribución en Hebrón, también conocido como el Protocolo de Hebrón o el Acuerdo de Hebrón, comenzó el 7 de enero y fue terminado entre el 15 y 17 de enero de 1997, entre Israel y la OLP. El acuerdo trataba la redistribución de las fuerzas israelíes en Hebrón, según los Acuerdos de Oslo, cuestiones de seguridad y otras preocupaciones.
El Memorándum del rio Wye era un acuerdo negociado para implementar los Acuerdos de Oslo, completado el 23 de octubre de 1998. Fue firmado por el primer ministro israelí Benjamín Netanyahu y el presidente de la OLP Yaser Arafat. Fue negociado en el rio Wye, Maryland (en el Centro de Conferencias del Río Wye) y firmado en la Casa Blanca con el presidente Bill Clinton como testigo oficial. El 17 de noviembre de 1998, el parlamento israelí de 120 miembros, el Knéset, aprobó el memorándum por una votación de 75 a 19. El acuerdo trataba de posteriores redistribuciones en Cisjordania, asuntos de seguridad y otros problemas.

### Cumbre de Camp David 2000 , "parámetros" de Clinton y conversaciones de Taba
En el 2000, el presidente de EE. UU. Bill Clinton convocó una cumbre de paz entre el presidente palestino Yaser Arafat y el primer ministro israelí  Ehud Barak. En mayo de ese año, según Nathan Thrall, Israel había ofrecido a los palestinos el 66 % de Cisjordania, con un 17 % anexado a Israel y otro 17 % no anexionado, pero bajo control israelí, y sin compensación del cambio de territorio  de Israel. El primer ministro israelí ofreció al líder palestino entre el  91% y el 95% (las fuentes difieren sobre el porcentaje exacto) de Cisjordania y la Franja de Gaza, si 69 asentamientos judíos (que son 85 % de los asentamientos judíos en Cisjordania) eran cedidos a Israel. Jerusalén Este caería en su mayor parte bajo soberanía de Israel, con la excepción de la mayoría de la periferia que son mayormente población no judía rodeada por áreas anexadas a Israel.  El asunto del Derecho de los refugiados palestinos al retorno sería resuelto por importantes compensaciones económicas.
Arafat rechazó esta oferta y no hizo una contraoferta.  No existía ninguna solución posible que satisficiera a las demandas israelí y palestina, incluso bajo intensa presión de los EE. UU. Clinton culpó a Arafat por el fracaso de la cumbre de Camp David. En los siguientes meses a la cumbre Clinton designó al anteriormente Senador de EE. UU. George J. Mitchell para dirigir un comité de investigación, la Comisión Mitchell, que después publicaría sus resultados.
Propuesto en otoño del 2000, tras el fracaso del las Conversaciones de Camp David, los Parámetros de Clinton contemplaban un plan en el que el Estado Palestino incluiría del 94  % al 96% de Cisjordania, y aproximadamente el 80 % de los Asentamientos de colonos israelíes pasarían a ser de soberanía de Israel. A cambio de eso, Israel concedería parte del territorio (así llamado 'intercambio de territorio' o 'intercambio de tierra') en el interior de la Línea Verde (fronteras de 1967). El intercambio consistiría de 1 a 3 % de territorio israelí, de modo que las fronteras finales de la parte de Cisjordania del Estado Palestino, incluiría el 97 % de la tierra de las fronteras originales.
En la cumbre de Taba (en Taba), en enero de 2001, continuaron las conversaciones basándose en los Parámetros de Clinton. El equipo de negociación israelí presentó un nuevo mapa. La proposición quitaba las áreas "bajo control temporal de Israel" de Cisjordania y ofrecía la posibilidad de asentar en Israel unos pocos miles más de refugiados que los ofrecidos en Camp David, con la esperanza de que esto fuera considerado como "implementación" de la Resolución 194 de la Asamblea General de las Naciones Unidas. La parte palestina aceptó esto como una base para futuras negociaciones. Sin embargo, Barak no dirigió más negociaciones en ese momento, Las conversaciones terminaron sin acuerdo y al siguiente mes, febrero de 2001, Ariel Sharón, candidato por el partido de derechas Likud, fue elegido primer ministro de Israel.

### La iniciativa de paz árabe y la hoja de ruta (2002/3)
La cumbre de Beirut de líderes de gobiernos árabes tuvo lugar en marzo de 2002 bajo el patrocinio de la Liga Árabe. La cumbre concluyó presentando un plan para terminar el conflicto israelí-palestino. El ministro de Asuntos Exteriores de Israel Shimon Peres lo aceptó de buen grado y dijo "... los detalles de cualquier plan de paz deben ser discutidos directamente entr Israel y los palestinos, y para hacer esto posible, la Autoridad Nacional Palestina debe poner fin al terror, la horrenda expresión de lo que vimos precisamente la última noche en Netanya", refiriéndose a la Masacre de Netanya perpetrada la tarde anterior, que la cumbre no pudo abordar. Israel no estaba preparada para entrar en negociaciones como demandaba el plan de la Liga Árabe, sobre la base de que no deseaba una "retirada completa a las fronteras de 1967 (línea verde) ni el derecho de retorno de los  refugiados palestinos".

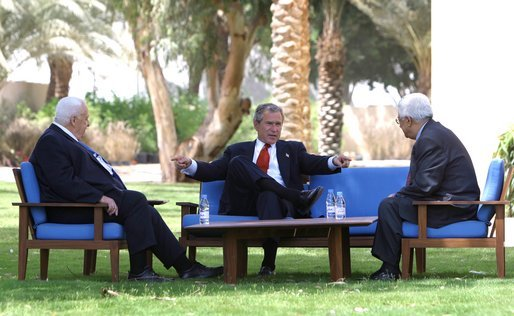
Presidente George W. Bush, discutiendo el proceso de paz con el primer ministro de Israel Ariel Sharon y el presidente palestino Mahmoud Abbas en Áqaba, 4-jun-2003

En julio de 2002, el "Cuarteto de Oriente Medio" con Los Estados Unidos, la Unión Europea, Naciones Unidas y Rusia esbozaron los principios de una "hoja de ruta" para la paz, incluyendo un Estado Palestino Independiente. La hoja de ruta fue publicada en abril de 2003, tras el nombramiento por primera vez de un Primer ministro de la Autoridad Nacional Palestina, sobre la persona de Mahmoud Abbas (AKA Abu Mazen). Estados Unidos e Israel solicitaron una figura de Primer Ministro y ambos rechazaron trabajar nunca más con Arafat.
El plan reclamaba acciones independientes por las autoridades israelí y palestina, aplazando los asuntos en diputa hasta que hubiera un entendimiento. En el primer paso, la autoridad palestina "realizaría esfuerzos visibles sobre el terreno para arrestar, interrumpir y contener a los individuos y grupos que realicen y planeen ataques violentos contra los israelíes en cualquier parte" y "reconstruir y reorientar los equipos de seguridad de la autoridad palestina ", debiendo "comenzar operaciones constantes, definidas y efectivas destinadas a luchar contra los implicados en el terror y desmantelar las infraestructuras y capacidades terroristas". Israel sería entonces requerido para desmantelar los asentamientos establecidos después de marzo de 2001, paralizando cualquier actividad de creación de nuevos asentamientos, sacar su ejército de las áreas palestinas ocupadas después del 28 de septiembre de 2000, eliminar los toques de queda y suavizar las restricciones de movimiento de personas y mercancías.

### Conversaciones Israelí–palestinas en 2007 y 2008
Desde diciembre de 2006 a mediados de septiembre de 2008, el primer ministro israelí Ehud Olmert y el presidente Mahmoud Abbas de la Autoridad Nacional Palestina, se reunieron 36 veces. También hubo conversaciones de menor importancia. El 2007 Olmert acogió de buen grado el respaldo de la Liga Árabe a la Iniciativa de Paz Árabe. En su apuesta por negociar un acuerdo de  paz y establecer un Estado Palestino, Olmert propuso un plan a los palestinos. La parte principal de la detallada propuesta es la sugerencia de una frontera permanente, basada en la retirada israelí de la mayoría de Cisjordania. Olmert propuso anexarse al menos 6,3 % del territorio palestino, a cambio del 5,8 % de tierra israelí, con los palestinos recibiendo un terreno alternativo en el Néguev, adyacente a la Franja de Gaza, así como un enlace  territorial, bajo soberanía de Israel, para un paso libre entre Gaza y Cisjordania. Israel insistió en retener una presencia armada en el futuro Estado Palestino. Bajo la oferta de Abbas, más del 60 % de los colonos judíos permanecerían en su lugar. Olmert, por su parte, presentaba un plan en el que los asentamientos escasamente ocupados serían evacuados. Olmert y Abbas reconocieron que serían necesarias relaciones recíprocas, y no una separación hermética.  También reconocieron la necesidad de compartir un ecosistema económico único, cooperando intensivamente en asuntos como agua, seguridad, gestión de radiofrecuencias, banca, turismo y mucho más. Respecto a Jerusalén, los líderes estaban de acuerdo en que los vecindarios judíos deberían continuar bajo soberanía israelí, mientras que los vecindarios árabes deberían volver a la soberanía palestina.  Los palestinos solicitaron aclaraciones sobre el intercambio de tierras, ya que no eran capaces de determinar qué tierra era afectada por sus porcentajes, debido a que los cálculos palestinos e israelíes, sobre Cisjordania, diferían en varios cientos de kilómetros cuadrados.  Para ellos, la anexión de Olmert de 6,3 a 6,8 % podría estar cerca del 8,5 %, cuatro veces el límite del 1,9 % que los palestinos afirmaban que el intercambio de tierras no excedería. Las conversaciones terminaron con ambas partes reprochando que la otra había abandonado los contactos.
Tras el Conflicto entre Fatah y Hamás, principales partidos palestinos, Hamás se hizo con el control de la Franja de Gaza, dividiendo la Autoridad Palestina en dos políticas, cada una reclamando ser la auténtica representante del pueblo palestino. Fatah controlaba la Autoridad Nacional Palestina en Cisjordania y Hamás gobernaba en Gaza. Egipto rompió la tregua de 2008 entre Israel y Hamás, que duró medio año, desde 19 de junio de 2008 hasta 19 de diciembre de 2008. La ruptura de la tregua llevó al Conflicto de la Franja de Gaza de 2008-2009 el 27 de diciembre de 2008.

### Conversaciones directas de 2010
En junio de 2009, en respuesta al  discurso de Barack Obama, el primer ministro israelí, Benjamín Netanyahu declaró por primera vez un apoyo condicional a un futuro Estado Palestino pero insistió en que los palestinos necesitarían hacer gestos recíprocos y aceptar varios principios: Reconocimiento de Israel como nación-estado del pueblo judío, desmilitarización de un futuro estado palestino, junto con garantías de seguridad adicionales, incluyendo las fronteras defendibles para Israel, los palestinos aceptarían también que Jerusalén permanecería como capital unida de Israel, y renunciar a su reclamación del derecho a retorno de los refugiados palestinos. También reclamó que los asentamientos israelíes conservarían el derecho a crecer y expandirse en Cisjordania. Los palestinos rechazaron las propuestas inmediatamente.
En septiembre de 2010, la administración Obama presionó para reavivar el paralizado proceso de paz haciendo que las partes se implicaran en conversaciones directas por primera vez en dos años. Mientras que el presidente Barack Obama fue el coordinador del movimiento, la Secretaria de Estado, Hillary Clinton, estuvo meses persuadiendo para traer a las partes a la mesa de negociación y ayudó a convencer a los reticentes palestinos mediante apoyo directo a conversaciones de Egipto y Jordania. La intención de las conversaciones era crear el marco de trabajo para un acueredo final, en el plazo de un año, aunque las expectativas generales de éxito eran realmente bajas. Las conversaciones se dirigieron a poner fin al conflicto israelí-palestino, creando una solución de dos estados, para los pueblos judío y palestino, promoviendo la idea de una paz duradera, poniendo fin oficialmente cualquier futura reclamación de tierra,  así como aceptando el rechazo de cualquier represalia efectiva si reapareciera la violencia. Hamás y Hezbolá, sin embargo, amenazaron con la violencia, especialmente si cualquiera de las partes se pareciera partidaria de un compromiso para llegar a un acuerdo. Como consecuencia, el gobierno de Israel públicamente declaró que la paz no podría existir, incluso si ambas partes firmaban el acuerdo, debido a la postura tomada por Hamás y Hezbolá. Por ello, los Estados Unidos se vieron obligados a enfocarse en la eliminación de la amenaza planteada por la postura de Hamás y Hezbolá, como parte del progreso de las conversaciones directas. Israel por su parte, era escéptico en que se cambiara la situación y se alcanzara un acuerdo final, ya que Hamás y Hezbolá darían todavía apoyo a alimentar nueva violencia. Además, el gobierno de Israel rechazó cualquier posible acuerdo con los palestinos mientras rechazaran reconocer a Israel como un Estado Judío.
Esto es acorde con el principio de solución de dos estado, propuesto por primera vez en la década de 1980. La corriente principal dentro de la OLP tomó seriamente el concepto de compromiso territorial y diplomático, y mostró un serio interés serio en ello. Durante las conversaciones de 2010, el presidente de la Autoridad Palestina Mahmoud Abbas dijo que los Palestinos e Israel se han puesto de acuerdo en el principio de permutación de tierras, porque Israel todavía no la confirmado. El asunto de la proporción de tierra que Israel daría a los palestinos, a cambio de mantener los grupos de asentamientos, es un asunto en disputa, con los palestinos que la proporción debiera ser 1:1, e Israel ofreciendo menos. En abril de 2012, Mahmoud Abás envió una carta a Benjamín Netanyahu reiterando que para retomar las conversaciones de paz, Israel debe parar la construcción de asentamientos en Cisjordania, incluyendo el Este de Jerusalén, y aceptar las fronteras de 1967 como base de una solución de dos estados. En mayo de 2012, Abás reiteró su disposición a reunirse con los Israelíes si ellos proponen "algo prometedor o positivo". Netanyahu contestó, en menos de una semana en abril,  a Abás, por carta, y por primera vez reconociendo oficialmente el derecho de los palestinos a tener su propio estado, aunque como anteriormente declaró que debía ser un estado desmilitarizado, y que su nuevo gobierno de unidad, proporcionó una nueva oportunidad para renovar negociaciones y avanzar.

### Conversaciones de 2013–14
Las negociaciones directas entre Israel y los palestinos empezaron el 29 de julio de 2018, tras un intento del Secretario de Estado de los Estados Unidos, John Kerry, de relanzar el proceso de paz.
Martin Indyk de la Institución Brookings en Washington D. C. fue designado por EE. UU. para supervisar las negociaciones. Indyk sirvió como embajador en Israel y ayudante del Secretario de Estado para asuntos de Oriente Medio, durante la administración Clinton. Hamás, el  gobierno palestino en Gaza, rechazó el anuncio de Kerry, declarando que el presidente palestino Mahmoud Abásno tenía legitimidad para negociar en nombre del pueblo palestino.
Las negociaciones fueron concertadas para durar hasta nueve meses, para alcanzar un estatus final para el conflicto israelí-palestinos, a mediados de 2014. El equipo de negociación israelí estaba dirigido por la veterana negociadora y ministra de justicia Tzipi Livni, mientras que la delegación palestina estaba dirigida por Saeb Erekat, también un anterior negociador. Las negociaciones comenzaron en Washington D. C., se programó desplazarlas al Hotel Rey David en Jerusalén, y finalmente a Hebrón. Se fijó una fecha límite para establecer un acuerdo general para 29 de abril de 2014. Al llegar la fecha fijada, las negociaciones fracasaron, con el enviado especial de EE. UU,  Indyk, supuestamente culpando principalmente a Israel, mientras que el Departamento de Estado de EE. UU insistía en que ninguna de las partes eran culpables, pero que "ambas partes hicieron cosas, increíblemente de poca ayuda".
Israel reaccionó con enfado al Acuerdo de Gaza Fatah–Hamás Gaza del 23 de abril de 2014 cuyo principal propósito era la reconciliación entre Fatah y Hamás, la formación de un gobierno de unidad palestino y la celebración de nuevas elecciones. Israel detuvo las conversaciones de paz con los palestinos, diciendo que "no negociará con un gobierno palestino respaldado por Hamás, una organización terrorista que reclama la destrucción de Israel", y amenazó con sanciones contra la Autoridad Palestina, incluyendo un plan previo anunciado para, unilateralmente, descontar las deudas palestinas a compañías israelíes de los impuestos recaudados por Israel para la Autoridad Palestina. El primer ministro israelí, Benjamin Netanyahu, acusó a Mahmoud Abás de sabotear los esfuerzos de paz. Dijo que Abás no puede tener paz con Hamás y con Israel, y que debe elegir. Abás contestó que el tratado no contradice su compromiso de paz con Israel, sobre la base de una solución de dos estados y aseguró a los reporteros que cualquier gobierno de unidad reconocería a Israel, sería no-violento, y sometido a acuerdos previos de la OLP. Poco después, Israel comenzó a aplicar sanciones económicas contra los palestinos y canceló los planes de construcción de viviendas para palestinos en el Área C de Cisjordania. Abás también amenazó con disolver la Autoridad Palestina, dejando a Israel plenamente responsable de Gaza y Cisjordania, una amenaza que la Autoridad Palestina no llegó a ejecutar.
A pesar de las Acciones y objeciones israelíes, el Gobierno de Unidad palestino se formó el 2 de junio de 2014.

### Plan de paz de Abás de 2014
El 3 de septiembre de 2014, Abás presentó una nueva propuesta al proceso de paz de John Kerry. El plan solicitaba nueve meses de conversaciones directas, seguidas por un plan de retirada de Israel durante tres años a las fronteras de 1967, dejando Jerusalén Este como la capital palestina. La reanudación de las conversaciones estaba supeditada a la paralización de las construcciones israelíes en Cisjordania y Jerusalén Este, Así como la liberación del lote final de prisioneros de las conversaciones. Los tres primeros meses del plan girarían en torno a las fronteras y las posibles permutas de tierras para las fronteras de 1967. Los siguientes seis meses se enfocarían en asuntos como los refugiados, Jerusalén, asentamientos de colonos, seguridad y recursos hídricos. La administración de EE. UU. rechazó la iniciativa, argumentando que era opuesta a cualquier movimiento unilateral que pudiera afectar negativamente al proceso de paz israelí-palestino.
Abás declaró que si Israel rechazaba la reclamación, él presionaría para imputar a Israel en la Corte Penal Internacional por el Conflicto de la Franja de Gaza de 2014.  Además, si se rechazaba, Abás declaró que recurriría al Consejo de Seguridad de las Naciones Unidas para obtener unilateralmente un Estado Palestino. El 1 de octubre de 2014, Abás declaró que presentaría su plan al Consejo de Seguridad en el plazo de dos a tres semanas, con una solicitud a la Corte Penal Internacional de investigarlo si fallaba el trámite en el Consejo de Seguridad de ONU. En diciembre de 2014, Jordania emitió la propuesta al Consejo de Seguridad, que fue rechazada, cuando se votó al mes siguiente. Posteriormente, tal como se había advertido, Abás firmó la documentación par implicar a la Corte Penal Internacional. Israel respondió congelando 500 millones de NIS (127 millones de $) de ingresos de  impuestos palestinos, a lo que la Autoridad Palestina respondió prohibiendo la venta en territorios palestinos de productos de las seis principales empresas israelíes.

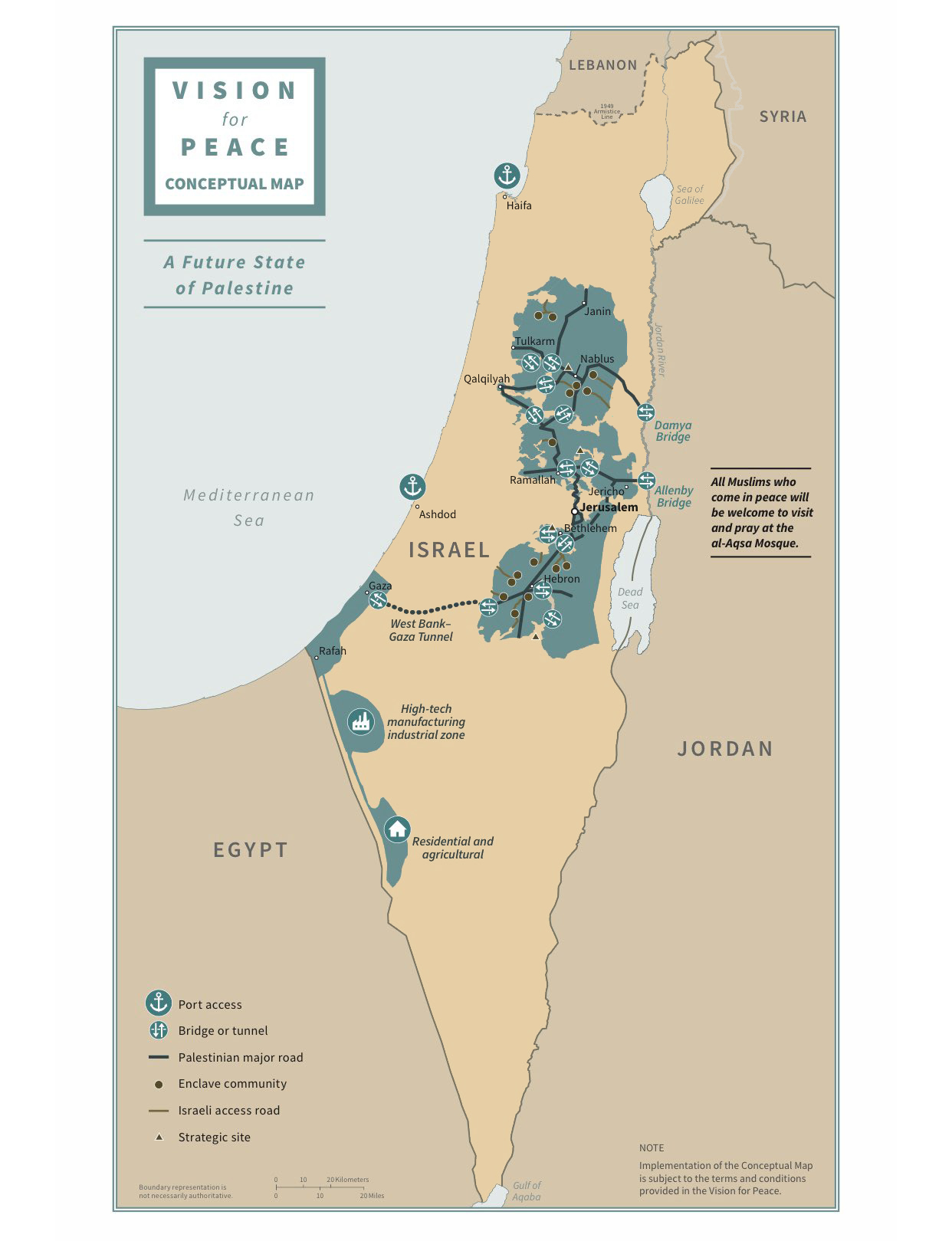
Mapa del plan de Trump

### Plan de Trump
Tras ser nombrado Donald Trump presidente de los EE. UU., en enero de 2017, se inició un  periodo de incertidumbre en las iniciativas de paz. A primeros de 2018, algunos medios de comunicación informaron de que la nueva administración estaba preparando una nueva iniciativa de paz para un acuerdo israelí-palestino. La Casa Blanca desveló en junio de 2019, la parte económica de la iniativa de Trump, titulada Paz para Prosperidad: El Plan Económico, y la parte política del plan en enero de 2020. Los líderes palestinos boicotearon y conderaron la conferencia de Baréin, en la que se había desvelado el plan económico, a finales de junio de 2019.
En diciembre de 2017, el presidente palestino, Mahmoud Abbas,  cortó las relaciones con la administración Trump, después de que Estados Unidos reconociera a Jerusalén como capital de Israel. La administración Trump, además, elevó el enfado de los palestinos cuando trasladó la embajada de EE. UU. a Jerusalén, en mayo de 2018, y cortó cientos de millones de dólares de ayuda anual, a los palestinos, aludiendo al rechazo de la Autoridad Palestina a tomar parte en la iniciativa de paz de su administración.

### Grupo de Múnich
En febrero de 2020, paralelamente a la Conferencia de Seguridad de Múnich, los ministros de exteriores de Egipto, Francia, Alemania y Jordania, el Grupo de Múnich, discutieron los sobre el proceso de paz. En julio, el mismo cuarteto emitió una declaración diciendo que "cualquier anexión de territorios palestinos ocupados en 1967, sería una violación de la legislación internacional" y que "tendría serias consecuencias para la seguridad y estabilidad de la región y constituiría un obstáculo importante para los esfuerzos destinados a alcanzar una paz amplia y justa". Los ministros de exteriores dijeron que "discutieron sobre como reiniciar un compromiso fructifero entre las partes israelí y palestina, y como ofrecer nuestro apoyo para facilitar una via de negociación".
Reunidos los cuatro de nuevo en Jordania, el 24 de septiembre, solicitaron a las dos partes retomar las negociaciones. El ministro de exteriores jordano, Ayman al-Safadi dijo a los reporteros, tras la reunión "No habrá una paz amplia y duradera sin solucionar el conflicto sobre la base de una solución de dos estados". Los cuatro también alabaron los recientes acuerdos estableciendo relaciones entre relaciones entre Israel y los Emiratos Árabes y relacioens con Baéin. El ministro de exteriores egipcio, Sameh Shoukry, dijo que esos pactos eran un "avance importante que llevarían a mayor apoyo e interacción para alcanzar una paz amplia". Sin embargo los palestinos vieron los dos pactos como una traición.
El 11 de enero de 2021, el grupo se reunión en el Cairo para discutir "posibles pasos para avanzar en el proceso de paz en Medio Oriente y crear un ambiente favorable para retomar el diálogo entre palestinos e israelíes". Una declaración conjunta del cuarteto confirmó sus intenciones de trabajar con la administración entrante del presiendte Joe Biden. Una reunión adicional fue concertada para celebrar en París.
Los cuatro de reunieron en París el 11 de marzo de 2021, con el Coordinador Especial de las NacioCoordinador Especial de las Naciones Unidas para el Proceso de Paz de Oriente Medio,  Tor Wennesland y  la Representante especial de la Unión Europea para el proceso de paz de Medio Oriente, Susanna Terstal. Su declaración enfatizó la importancia de construir un entorno de confianza para promover el diálogo, apoyar la solución de dos estados y manifestar la violación de la legislación internacional de las actividades de asentamientos de colonos judíos.

### Desarrollo del Cuarteto
En julio de 2016 el cuarteto emitió un informe:
La política de construcción de asentamientos en curso y su expansión en Cisjordania y Jerusalén, designación de tierra para uso exclusivo de Israel, y el impedimento del desarrollo palestino, incluyendo el reciente ritmo elevado demoliciones, está constantemente erosionando la viabilidad de la solución de dos estados. Esto genera legítimas dudas sobre las intenciones a largo plazo de Israel, considerando también las declaraciones de algunos ministros israelíes sobre que nunca habrá un estado palestino. De hecho, la transferencia de mayores poderes y responsabilidades a las autoridades civiles palestinas... han sido efectivamente interrumpidas.
Fue en este contexto cuando el Consejo de Seguridad aprobó la Resolución 2334, en diciembre de 2016, en otro intento de afrontar la cuestión de los asentamientos. El informe fue significativamente modificado para calmar a Israel y para urgirle para parar su política de asentamientos, instando a palestina a finalizar el incremento de violencia.
En un discurso a la Asamblea General de la ONU, en septiembre de 2018, Mahmoud Abbas calificó a la política de Donald Trump hacia los palestinos de un "ataque a la legislación internacional". Dijo que los EE. UU. son "demasiado parciales en favor de Israel" señalando que otros podrían negociar conversaciones y que los EE. UU. podrían participar como un miembro del Cuarteto de Paz de Medio Oriente. Abás reiteró su postura en una reunión del Consejo de Seguridad de la ONU, el 11 de febrero de 2020.
Desde el 16 de septiembre de 2020, la ONU no ha sido capaz de reunir el consenso necesario para reunir al Cuarteto o un grupo de países relacionados con el Cuarteto. El 25 de septiembre de 2020, Abás reclamó en la ONU una conferencia internacional para principios de 2021 para "lanzar un proceso de paz genuino".
El 15 de febrero de 2021, los enviados del Cuarteto se reunieron virtualmente y acordaron reunirse regularmente para continuar su compromiso. El 23 de marzo de 2021, el Cuarteto discutió sobre revitalizar "negociaciones significativas" entre Israel y los palestinos, quienes necesitan "contenerse de acciones unilaterales que hagan la solución de dos estados más difícil de alcanzar".

## Propuestas de paz alternativas
Se intentó otra aproximación por un equipo de negociadores dirigidos por el antes ministro de justicia israelí, Yossi Beilin, y el antes ministro de información palestino, Yasser Abed Rabbo, tras dos años y medio de negociaciones secretas. El 1 de diciembre de 2003, las dos partes firmaron un plan, no oficial,  propuesto en Ginebra (llamado Acuerdo de Ginebra). En marcado contraste a la hoja de ruta, no es un plan para una tregua temporal, sino una amplia y detallada solución,  afrontando todos los asuntos en juego, en particular, Jerusalén, los asentamientos judíos y el problema de los refugiados. Fue recibido con duras acusaciones por el gobierno de israelí y muchos palestinos, con la Autoridad Palestina no comprometida. Sin embargo, fue calurosamente recibida por muchos gobiernos europeos y algunos componentes importantes de la administración Bush, incluido el Secretario de Estado Colin Powell.
También se propuso otra aproximación fue propuesta por algunas partes dentro y fuera de Israel: Una "Solución de un estado binactional", por el cual Israel se anexionaría formalmente los territorios palestinos, pero incluiría a los ciudadanos árabes palestinos en estado único secular. Defendido por Edward Said  y el profesor de la  Universidad de Nueva York Tony Judt. La sugerencia creó interés y condena por ambas partes. En realidad, no era una nueva idea, remontándose hasta la década de 1920, pero tuvo una relevancia extra debido a las crecientes preocupaciones demográficas generados por la rápida expansión de la población árabe en Israel y los territorios ocupados. Teniendo en cuenta la magnitud de los conflictos políticos y demográficos que se generarían, esta parece una solución poco probable para el problema.
El Plan de paz de Elon es una solución para el conflicto árabe-israelí propuesta en 2002 por el antes ministro Binyamin Elon. El plan propone la anexión formal de Cisjordania y Gaza por Israel, y los palestinos se convertirían en ciudadanos Jordanos o residentes permanentes en Israel, mientras permanecieran pacíficos y sometidos a la legislación de residentes. Estas acciones se realizarían con acuerdo de Jordania y la población palestina. Esta solución está ligada a la Demografía de Jordania donde se reclama que Jordania es ya esencialmente el Estado Palestino, por tener gran número de refugiados palestinos y sus descendientes.

## Algunas dificultades de los procesos de paz anteriores
Una característica común de todos los intentos de crear una vía que lleve a la paz, es el hecho de que frecuentemente, las promesas de llevar a cabo "medidas de buena voluntad" no se realizaron por ninguna de las partes.  Además, las negociaciones para conseguir un acuerdo de un "estatus final" han sido interrumpidas debido a la aparición de hostilidades. El resultado es que israelíes y palestinos se han cansado del proceso. Los israelíes señalan el hecho de que la Franja de Gaza está completamente controlada por Hamás, que no desea la paz con Israel. Según el punto de vista israelí, esto limita la capacidad de los palestinos de hacer la paz con Israel y hacerla cumplir a largo plazo. Además, desde el punto de vista israelí, es probable una conquista violenta de Cisjordania, por Hamás, como consecuencia de la creación de un estado inestable.  Los palestinos remarcan los trabajos de asentamientos judíos, continuos y extensos en Cisjordania, reduciendo el área posible para el Estado de Palestina.
Un intento de cambiar las reglas fue hecho por Condoleezza Rice y Tzipi Livni cuando presentaron el concepto de un autoacuerdo.  La idea era disolver el vínculo entre las negociaciones y las acciones sobre el terreno. En teoría, esto permitiría las negociaciones hasta un "autoacuerdo" definiendo la paz que se obtendría. Tal acuerdo no implica su implementación, solo describiría qué es la paz. Se quedaría archivado pero, finalmente,  llevaría a su implementación. La dificultad de este concepto es que desincentiva a Israel para llegar a ese acuerdo. La falta de claridad sobre lo que sucedería tras llegar al acuerdo, resultaría en presiones insuperables sobre Abás para reclamar su inmediata implementación. Sin embargo, desde el punto de vista israelí, los palestinos no están listos para crear un estado estable. Tal proceso de implementación casi garantiza la inestabilidad en las áreas palestinas con una posible toma de poder de Hamás, como ocurrió en Gaza.
Tal como están las cosas ahora, esto lleva al proceso a otro punto muerto. Para evitarlo, son necesarias algunas definiciones de qué pasaría tras el autoacuerdo. Una posible idea de este ensayo sería acordar anticipadamente que tras las consecución de un acuerdo de estatus final, habría un acuerdo de implementación, por fases, detallado y negociado, que definiría un proceso para permitir la creación de un Estado Palestino estable y funcional, por etapas progresivamente. En agosto de 2013 una señal de que esta idea podría ser aceptada por los palestinos, fue dada por Mahmoud Abás en una reunión con miembros del Knéset del partido Meretz.  En la reunión Abás declaró "que no puede haber un acuerdo temporal, sino que solo se puede implementar por fases un acuerdo de estatus final".

## Esfuerzo económico conjunto y desarrollo
A pesar de la larga historia de conflicto entre israelíes y palestinos, hay mucha gente trabajando en soluciones pacíficas que respetan los derechos de la población de ambas partes.
En marzo de 2007, Japón propuso un plan de paz basado en trabajo y desarrollo económico en común, en lugar de discutir constantemente sobre la tierra. Ambas partes declararon su apoyo. Esto se convirtió en el Plan de Paz del Valle, un esfuerzo conjunto de los gobiernos de Israel, palestinos y de Jordania para promover la cooperación económica y nuevas iniciativas de negocios que pudieran ayudar a ambas partes a trabajar conjuntamente, y crear una mejor atmósfera diplomática y mejores condiciones económicas. Está principalmente diseñado para fomentar los esfuerzos en el sector privado, una vez los gobiernos proporcionen los servicios y la inversión inicial.